# كريس بورنس (لاعب كرة قدم كندية)
كريس بورنس (بالإنجليزية: Chris Burns)‏ هو لاعب كرة قدم كندية أمريكي، ولد في 2 ديسمبر 1972 في غرينيتش في الولايات المتحدة.